# Maison presbytérale de Lagrasse
La maison presbytérale de Lagrasse est une maison située à Lagrasse, dans le département français de l'Aude et la région Occitanie.

## Localisation
La maison est située sur la commune de Lagrasse, dans le département français de l'Aude.

## Historique
L'édifice a vu plusieurs protections au titre des monuments historiques :
- la porte et le plafond peint a d'abord été inscrit en avril 1948,
- deux plafonds peints datant du XVes, situés l'un au rez-de-chaussée et l'autre au premier étage sont classés en mai 1954,
- la totalité de l'ancienne maison presbytérale (maison, cour et murs clôturant la cour) sont inscrits en septembre 2016 puis classés en décembre 2020.